# كيلين أكوستا
كيلين كاي بيري أكوستا (ولد في 24 يوليو 1995) هو لاعب كرة قدم أمريكي يلعب حاليا لنادي دالاس في الدوري الأمريكي لكرة القدم وللمنتخب الوطني الأمريكي لكرة القدم للرجال.

## الوصلات الخارجية
- كيلين أكوستا على موقع الدوري الأمريكي (الإنجليزية)
- كيلين أكوستا على موقع قاعدة بيانات كرة القدم.إي يو (الإنجليزية)
- كيلين أكوستا على موقع ليكيب (الفرنسية)
- كيلين أكوستا على موقع ناشيونال فوتبول تيمز (الإنجليزية)
- كيلين أكوستا على موقع Soccerbase.com (لاعب) (الإنجليزية)
- كيلين أكوستا على موقع Soccerway.com (الإنجليزية)
- كيلين أكوستا على موقع عالم كرة القدم.نت (الإنجليزية)
- كيلين أكوستا على موقع AS.com (الإسبانية)
- الدوري الأمريكي لكرة القدم